# 다니 난도르
다니 난도르(헝가리어: Dáni Nándor, 1871년 5월 30일 ~ 1949년 12월 31일)는 헝가리의 육상 선수이다. 그는 아테네에서 열린 1896년 하계 올림픽에 참가했다.
다니는 800m에 차막했으며 예선전에서 2위를 해서 결승에 진출했다. 결승에서는 예선에서 자신을 제치고 1위로 올라온 오스트레일리아의 에드윈 플랙에 이어서 2위로 골인했다. 다니의 기록은 2분 11초 8이었으며 에드윈 플랙의 기록은 2분 11초 0이었다.